# Ivan Dérer
Ivan Dérer (2. března 1884 Malacky – 10. března 1973 Praha) byl slovenský právník, publicista, československý politik a předseda Československé sociálně demokratické strany dělnické na Slovensku.

## Život
Předkové přišli na Slovensko z Německa. Pocházel z právnické rodiny, jeho otec Jozef byl advokátem v Malackách. Matka Jela Štefanovičová pocházela ze slavného vlasteneckého rodu Štefanovičů a Paulíny–Tóthů. Měli pět dcer a tři syny, kterým se snažili zajistit dobré vzdělání. Synové Jozef a Ladislav se stali lékaři. Ivan vystudoval gymnázium v Prešpurku a zapsal se na studium práva na právnické akademii. V roce 1903 se pokusil založit s dalšími vlasteneckými přáteli Slovenský vzdělávací spolek, ale ministerstvo vnitra z politických důvodů jeho stanovy neschválilo. Od roku 1903 pokračoval ve studiu na univerzitě v Budapešt a svá studia dokončil v roce 1907. Praxi vykonával v kanceláři svého otce v Bratislavě. Advokátskou zkoušku složil v roce 1909. Od roku 1910 působil jako advokát v Bratislavě.
Už během studií začal publikovat články v mnoha slovenských novinách. V letech 1912–1914 byl jedním z redaktorů týdeníku Národný hlásnik. V den vypuknutí první světové války vyšel v novinách jeho článek s titulkem „Hyeny chcú vojnu”, což mělo za následek jeho zatčení a po skončení trestu musel narukovat do armády.  V první světové válce byl zraněn při bitvě u Ivangorodu v Rusku a do konce války žil jako cenzor ve Vídni, zároveň se však v jeho bytě potkávali budoucí představitelé samostatného Československa. 

## Politika

### První republika
Před vznikem Československa nebyl sociálním demokratem. Byl tvrdým kritikem maďarského režimu v tehdejších Uhrách.
V říjnu 1918 byl jedním z autorů a signatářů Martinské deklarace. Jako člen Slovenské národní rady přivezl tento dokument do Prahy, kde byl jmenován na Revolučního národního shromáždění.
Po celý život zdůrazňoval svou příslušnost ke skupině hlasistů, slovenským stoupencům T. G. Masaryka. Byl stoupenec čechoslovakismu a kritizoval tzv. ľuďácký separatismus a klerofašismus. V letech 1928–1929 se podílel na odhalení protistátní činnosti Vojtěcha Tuky, což pobouřilo slovenské nacionalisty.
V letech 1918–1935 zastával funkci jednoho z nejvýznamnějších představitelů Československé sociálně demokratické strany dělnické, v letech 1934–1938 byl místopředsedou jejího zemského výkonného výboru na Slovensku. V letech 1918–1938 byl poslancem Revolučního Národního shromáždění a později Národního shromáždění. Vykonával funkce ministra pro správu Slovenska (květen – září 1920), pro sjednocení zákonů (1921–1922 a 1926), školství a národní osvěty (1929–1934) a spravedlnosti (1934–1938). Byl rovněž krátce pověřeným ministrem zdravotnictví (1938).

### Druhá republika a druhá světová válka
Po vyhlášení slovenského státu 14. března 1939 byl vymazán z rejstříku slovenských advokátů, došlo ke zkonfiskování jeho bytu v Bratislavě a bylo mu odebráno slovenské občanství. Žil v Praze. V srpnu 1944 byl zatčen pro účast v protinacistickém odboji, a až do roku 1945 byl vězněn ve věznicích v Praze na Pankráci a terezínské Malé pevnosti. 

### Poválečné období
V období Slovenského národního povstání projevoval nesouhlas se sloučením slovenských sociálních demokratů s komunisty, proto roku 1946 spoluzaložil Stranu práce. V poválečném období byl jmenován profesorem sociologie práva na Právnické fakultě univerzity Komenského, nicméně v letech 1946–1948 působil především jako předseda Nejvyššího soudu a člen komise pro přípravu nové ústavy.

### Komunistický režim
Jeho politická a jiná veřejná činnost byla ukončena únorem 1948. Na vlastní žádost odešel do penze a žil s rodinou své dcery Soni Černé v Hodkovičkách. Syn Vladimír žil od roku 1938 v Londýně a na návštěvu do Československa přijel až po třiceti letech v roce 1969, kdy se s rodiči setkal naposledy. 
V letech 1954–1955 byl Ivan Dérer po odsouzení v politickém procesu vězněn, rehabilitován byl zčásti roku 1968 a zcela až posmrtně v roce 1990. Naposledy veřejně vystoupil v roce 1968 k připravované federalizaci Československa, kterou kritizoval a vysloužil si tak nenávist Husákových stoupenců. Federaci fakticky považoval za první krok k rozbití společného státu.
Ivan Dérer zemřel v Praze 10. května 1973 ve věku 89 let. Pochován je na hřbitově ve Velké Chuchli.

## Citáty
| „                        | Hlinkovská autonomie není ničím jiným, než ústrojím na zachování tmy a nevědomosti… Ale ani šrobárovskou autonomii nechceme, neboť tato se snaží udržet osobní režim na Slovensku a zvrhla se na vladaření úzké společnosti osobní kliky. | “ |
| — Ivan Dérer, říjen 1919 | |   |

## Dílo
- Seznam děl v Souborném katalogu ČR, jejichž autorem nebo tématem je Ivan Dérer
- Československá otázka. Praha, Orbis, 1935
- Naše problémy. Úvahy o základných otázkach Československa. Praha, Orbis, 1938
- Slovenský vývoj a luďácká zrada, Praha, Kvasnička a Hampl, 1946
- Antifierlinger I. Politické paměti 1945-1949, Praha, 1993
- K diskusii o čechoslovakizme. Bratislava, Communio Minerva, 2015. Dostupné online.
- Antifierlinger II. Politické pamäti 1914-1938, Bratislava, Communio Minerva, 2016. Dostupné online.
- Antifierlinger III. Mníchov 1938. Bratislava, Communio Minerva, 2017. Dostupné online.

## Vyznamenání
- Československá revoluční medaile
- Československý válečný kříž 1939
- Řád Tomáše Garrigua Masaryka I. třída, in memoriam (1992)